# Rites maçonniques égyptiens
Les rites maçonniques égyptiens forment une famille de rites maçonniques nés au début du XIXe siècle, dans le sillage de la campagne d'Égypte. Les rites de Memphis Misraïm illustrent la présence, dans la franc-maçonnerie, de l'ancestral thème des mystères de l'Égypte antique et de ses temples, qui a entre autres donné naissance à d'importants édifices de hauts grades. Quatre rites écrivent l'histoire de la maçonnerie égyptienne : le Rite de Misraïm, le Rite de Memphis, le Rite de Memphis et Misraïm issu de leur fusion à l'époque de Giuseppe Garibaldi et le Rite de Memphis-Misraïm, tel que rénové par Robert Ambelain.  Si la pratique de ces rites véhicule un hermétisme certain, les « maçons d'Égypte » ont été au XIXe siècle, d'ardents révolutionnaires et d'impétueux républicains - à l'instar de Garibaldi, qui occupa les plus hautes fonctions du rite en Italie. 
Réformés par Robert Ambelain en 1960, les rites égyptiens se sont jusqu'à nos jours singularisés par l'importance accordée à l'occultisme, au sein du duquel naît notamment la « haute philosophie ». La hiérarchie initiatique que présentent les rites, propose à l'initié l'étude de mythes et symboles, intimement liés aux contrées du Nil. La particularité des rites égyptiens s'affirme également par le mode de transmission utilisé. Toujours partagés par de nombreuses obédiences, de manière minoritaire et au sein de structures souvent éphémères, les rites ne demeurent pas moins perpétués.

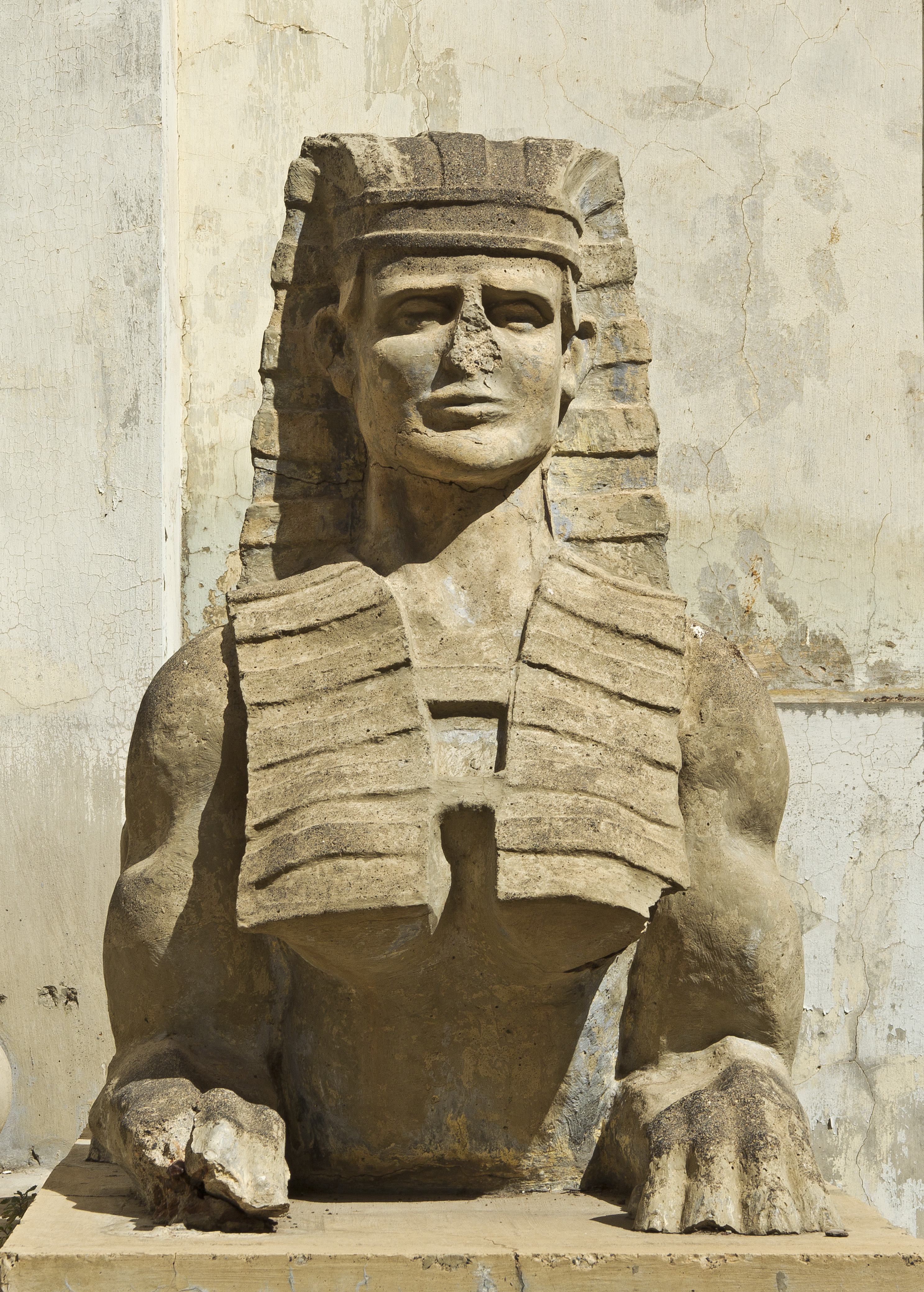
Sculpture de Sphinx devant le temple maçonnique de Santa Cruz de Tenerife, dans les Îles Canaries.

## Histoire
L'origine des rites maçonniques dits « égyptiens » remonte à plus de 200 ans. Ces rites revendiquent une première filiation, venant d'un Rite primitif qui aurait été pratiqué à Paris en 1721, mais dont l'existence n'a jamais été historiquement démontrée. Ils se réclament aussi du Rite primitif des Philadelphes à Narbonne en 1779.
Cependant leur histoire est plus complexe. Ceci est dû principalement à une triple particularité :
- la légitimité maçonnique y est réputée provenir principalement de la transmission de pouvoirs de dirigeant à dirigeant, via des documents appelés « chartes »,
- leurs dirigeants étaient, jusqu'à la scission de 1998, tous nommés à vie,
- leur pratique ayant toujours été extrêmement minoritaire dans la maçonnerie mondiale, la littérature les concernant est moins fournie et moins facilement accessible que pour d'autres rites.

### Les origines

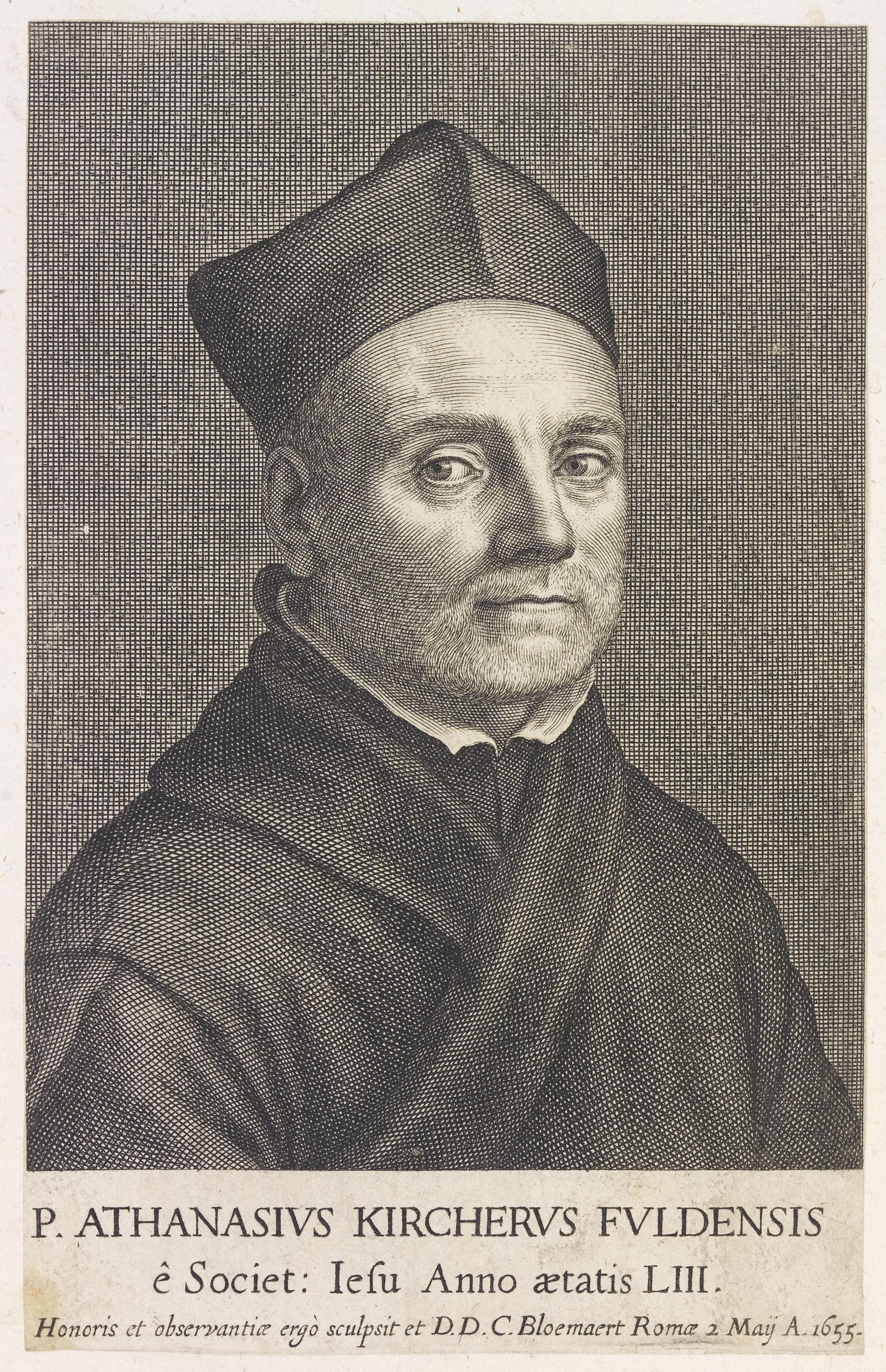
Athanasius Kircher, égyptologue auteur de l' « Oedipus aegyptiacus » en 1652.

Plusieurs rites ou ordres initiatiques ont existé en France à la fin du XVIIIe siècle. Ils se présentaient comme héritiers de divers courants mystiques non maçons beaucoup plus anciens. C'est le cas, par exemple, en 1767 des « Architectes africains », en 1780 du « Rite primitif des philadelphes », en 1785 du « Rite des parfaits initiés d'Égypte », en 1801 de l'« Ordre sacré des Sophisiens » et en 1806 des « Amis du désert ».

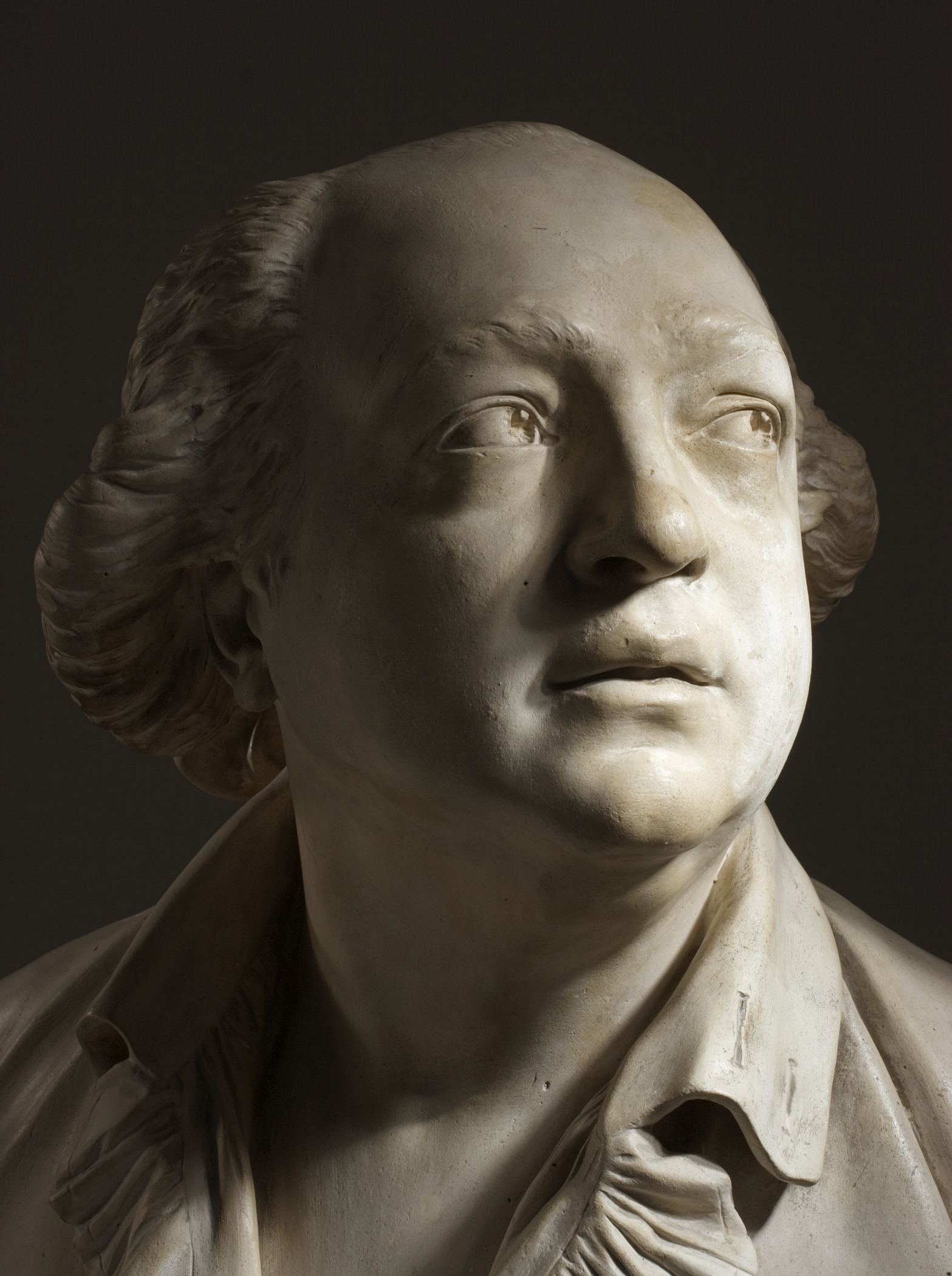
Portrait de Joseph Balsamo, dit Alessandro Cagliostro - fondateur d'un rite dans les années 1780 de « la haute maçonnerie égyptienne ».

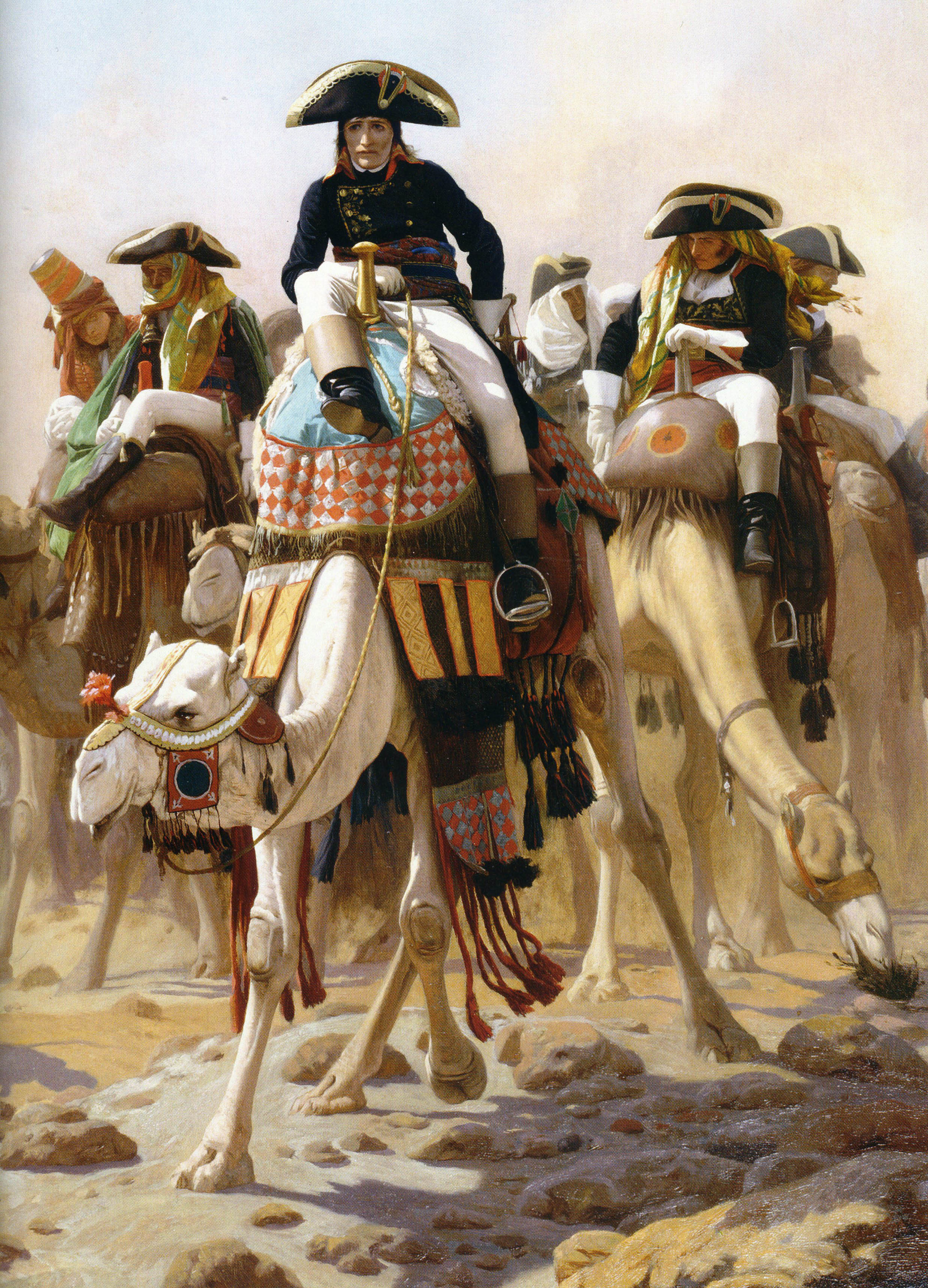
Le Général Bonaparte et son état-major en Égypte par Jean-Léon Gérôme, 1867. C'est à la suite de la campagne d'Égypte, que l'égyptomanie se développa le plus dans la franc-maçonnerie.

Ces rites s'inspirent de ce qu'ils appellent la « tradition égyptienne », et consistent en une association de traditions et de textes, tels qu'ils sont compris à cette époque. C'est le cas, par exemple, du « Séthos » de l'abbé Jean Terrasson (1731), l' « Oedipus aegyptiacus » d'Athanasius Kircher (1652) et du « Monde primitif » d'Antoine Court de Gébelin (1773). La Kabbale judéo-chrétienne, l'hermétisme néoplatonicien, l'ésotérisme, les traditions chevaleresques et autres trouvent également là une source naturelle d'expression. Cagliostro, par exemple, constitue ainsi un rite aux inspirations surtout théurgiques et magiques sans lien avec une tradition égyptienne et nomme sa création dans les années 1780, « rite de la haute maçonnerie égyptienne ».
Mais, c'est notamment au début du XIXe siècle, à la suite de la campagne d'Égypte, que l'égyptomanie se développe le plus dans la franc-maçonnerie comme dans l'ensemble de la société française.

### AuXIXesiècle

#### Rite de Misraïm ou égyptien
La première loge française de Misraïm (Misraïm signifiant « Égypte » en hébreu) bien attestée fut fondée en 1814-1815 à Paris par les trois frères Marc, Michel et Joseph Bédarride, cadres moyens de l'armée impériale en Italie, qui ramenaient ce rite de Naples. Dans l'état actuel des recherches historiques, il semble que ce rite soit apparu dans la république de Venise, peut-être à partir d'une patente délivrée par Joseph Balsamo, avant de commencer son développement dans les loges franco-italiennes du royaume de Naples. Il est possible qu'il ait eu des sources dans les milieux maçonniques férus d'ésotérisme du Comtat Venaissin où le père des frères Bédarride aurait été initié vers 1771-1773.
Il semble que le système et les chartes des frères Bédarride aient convaincu divers maçons, dont Thory et le Comte Muraire, qui les mirent en relation avec d'autres maçons du rite écossais. Quelques autres loges furent créées, mais les frères Bédarride, réduits au chômage avec la fin de l'Empire et n'ayant pu réussir à se reconvertir dans la parfumerie, commencèrent à vivre de la diffusion de leur rite, ce qui pousse quelques frères à s'en retirer et à demander en 1816, sans succès, leur admission au sein du « Grand Consistoire » du Grand Orient de France.
Le rite de Misraïm poursuit son histoire avec des hauts et des bas jusqu'en 1822, date à laquelle, ayant été utilisé comme couverture par des réseaux politiques libéraux et républicains, il fut interdit par la police de la Restauration. Celle-ci ferme la dizaine de loges qui le compose et confisque une grande partie de ses archives, qui se trouvent conservée partiellement aux Archives nationales. En 1831, le rite obtient de la monarchie de Juillet le droit de se reconstituer, mais seules quatre loges parisiennes y parviennent

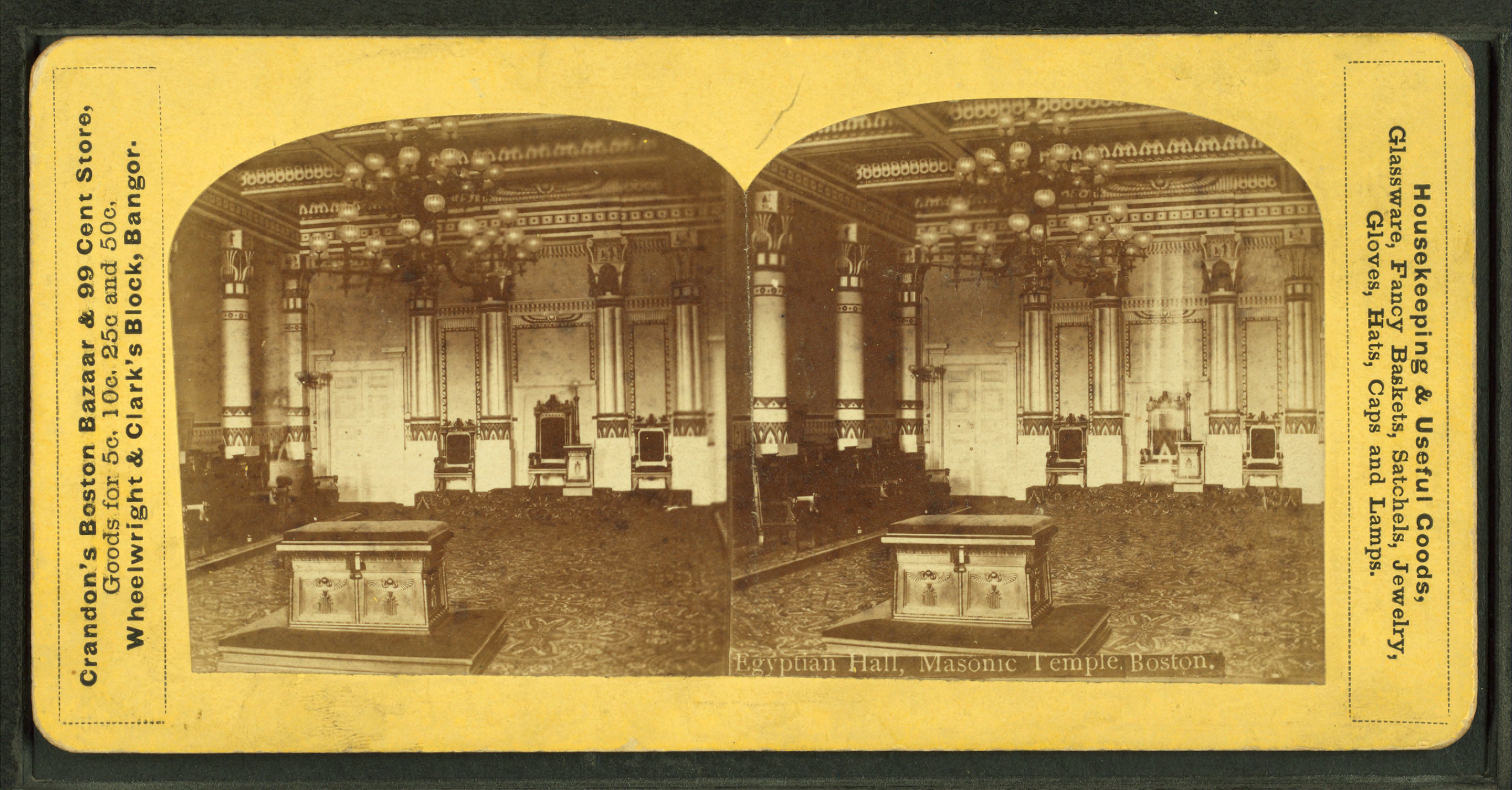
Témoignage stéréoscopique datant de 1867 de l'Egyptian hall, dans le temple maçonnique de Boston.

Le frère Morrison (1780-1849) joue également un rôle notable dans l'histoire de ce rite. Originaire d'Écosse, ancien médecin militaire des armées britanniques pendant les guerres napoléoniennes, il s'établit à Paris en 1822. Passionné par les hauts grades maçonniques, il est dignitaire de tous les systèmes de hauts grades existant à l'époque à Paris et contribue à la reconstitution du rite.
Entre les années 1848 et 1862, le rite de Misraïm traverse une crise. Michel Bédarride ayant un comportement très contesté à plusieurs reprises en ce qui concerne son administration jugée autoritaire et sa gestion financière jugée peu orthodoxe, quelques frères quittent l'obédience et, ne pouvant créer une autre structure, entrèrent au Grand Orient de France où ils ouvrent entre autres, la loge « Jérusalem des vallées égyptiennes ». En 1858, le grand-maître du Grand Orient de France fait savoir que les frères de Misraïm ne peuvent plus être reçus en visite dans les loges du Grand Orient de France[réf. souhaitée].
Michel Bédaride transmet avant sa mort, en 1856, la charge de diriger l'ordre à Hayère auquel succédèrent Girault en 1876, Osselin père vers 1884, puis Jules Osselin en 1887. Ce dernier ferme la Grande loge Misraïmite en 1899.
En 1889, le Rite de Misraïm placé sous la juridiction française compte trois loges à Paris, huit en province, deux à New-York, une à Buenos-Aires et une à Alexandrie. À celles-ci, il convient d'ajouter les loges de la juridiction italienne qui sont alors indépendante.

#### Rite de Memphis ou oriental
Le Rite de Memphis nait peu avant 1838, sous l'influence de Jean Étienne Marconis de Nègre (1795-1868). Exclu du rite de Misraïm, il fonda en 1838, l'Ordre de Memphis dont il devint le grand maître et grand hiérophante. Son rite ne compte jamais plus de cinq ou six loges au XIXe siècle. Cependant, il l'implante aussi aux États-Unis, en Roumanie et en Égypte. En 1841, sur la dénonciation des frères Bédarride, son rite est interdit en France sous l'accusation d'afficher des sympathies républicaines.
En 1862, répondant à l'appel du Maréchal Magnan, grand maître du Grand Orient de France, pour l'unité de l'ordre maçonnique en France, Marconis de Nègre propose la réunion de son rite à l'obédience, ce qui est fait la même année : les loges qui composent alors l'obédience se réunirent au Grand Orient de France.

#### Rite ancien et primitif de Memphis et Misraïm

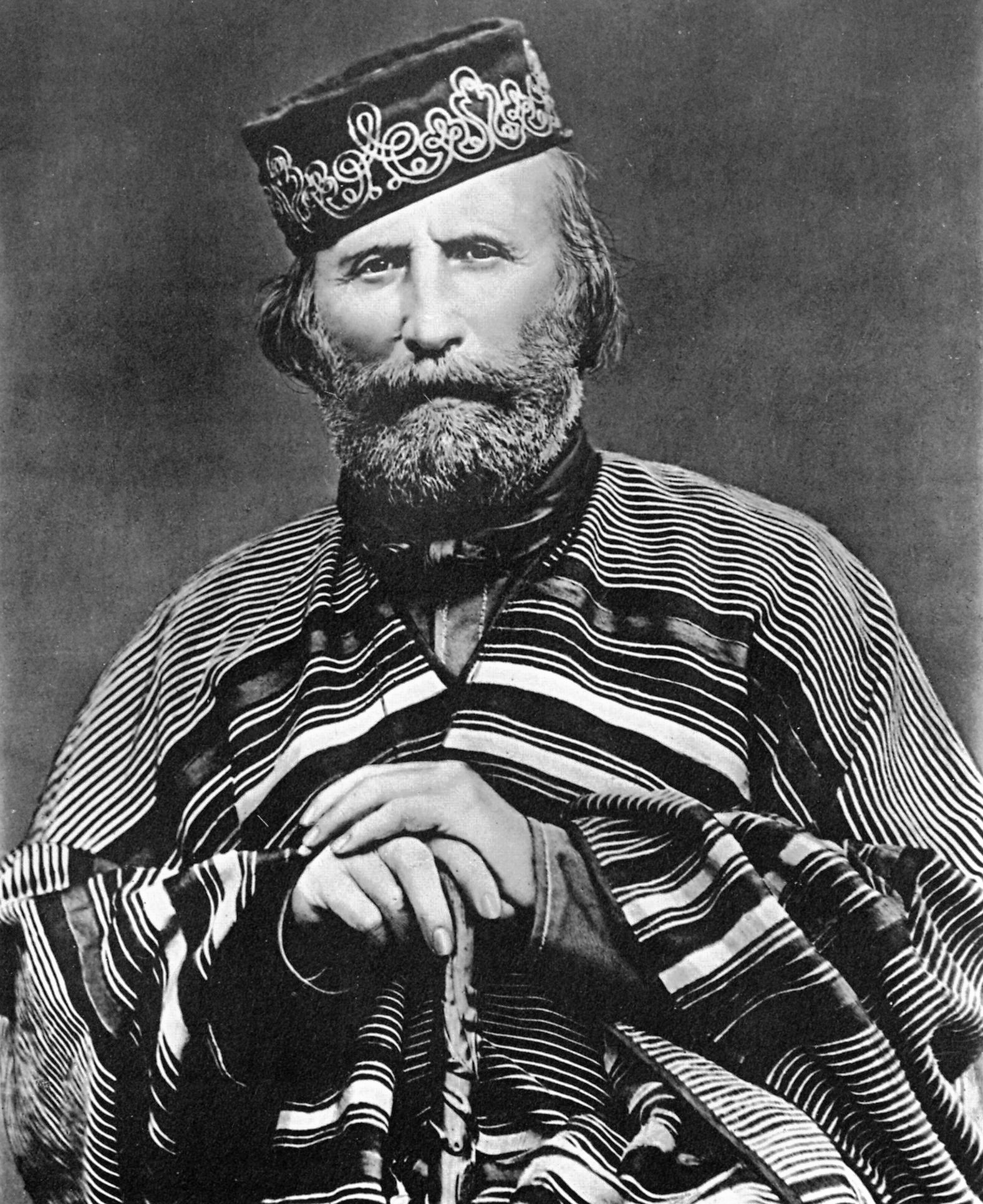
Giuseppe Garibaldi, « Grand Hiérophante » en 1881 des deux rites réunis, « Memphis et Misraïm ».

Devenu ainsi dépositaire du Rite de Memphis, le Grand collège des Rites du Grand Orient de France accorde une reconnaissance officielle au Souverain Sanctuaire de Memphis aux États-Unis. Sous la grande maîtrise de Seymour, celui-ci ouvre d'assez nombreuses loges non seulement aux États-Unis, mais aussi dans différents pays du monde. Il fonde en particulier un Souverain Sanctuaire pour la Grande-Bretagne et l'Irlande, dont John Yarker était le grand-maître. En 1881, Yarker procède à un échange de chartes avec le rite réformé de Misraïm de Pessina, sous l'Égide de Giuseppe Garibaldi, qui devint « Grand Hiérophante » des deux rites réunis, « Memphis et Misraïm ». À la mort de celui-ci, Yarker lui succéde.

### AuXXesiècle

#### Antique et primitif Rite oriental de Memphis-Misraïm
En France, le docteur Gérard Encausse (dit Papus), fondateur de l'Ordre martiniste et adversaire du Grand Orient de France, s'intéresse à la tradition maçonnique ésotérique. Après avoir sans succès demandé son admission à la Grande Loge Misraïmite et à la Grande Loge de France, il obtint de Yarker une patente lui permettant d'ouvrir une loge au rite Swedenborgien. En 1906, il obtient de Yarker l'autorisation de constituer une Grande Loge et en 1908, Théodore Reuss l'autorise à ouvrir en compagnie de Teder la loge « Humanidad » qui devient l'Antique et Primitif Rite Oriental de Memphis-Misraïm en France. Il en devint le Grand Maître. Lui succédent Teder (de 1916 à 1918), puis Jean Bricaud (de 1918 à 1934), Constant Chevillon (de 1934 à son assassinat en 1944 par la Milice française), Henri-Charles Dupont (de 1945 à 1960).

#### Rite ancien et primitif de Memphis-Misraïm

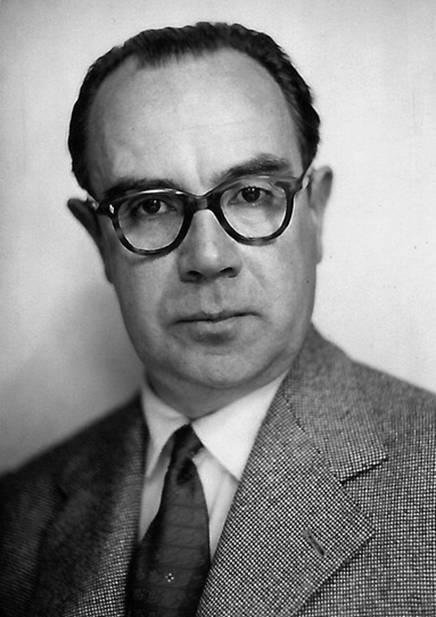
Robert Ambelain prend la direction du rite en 1960 et en réformera les rituels en profondeur.

Robert Ambelain, ayant pris la direction du rite en 1960, en réformera les rituels en profondeur et renommera son obédience du nom de « Grande Loge française du Rite ancien et primitif de Memphis-Misraïm ». Il transmettra sa succession à Gérard Kloppel en 1985.

#### L'éclatement de la Grande Loge Française du Rite ancien et primitif de Memphis-Misraïm
Les prémisses de l'éclatement de la Grande Loge de Memphis-Misraïm ont lieu à partir de 1995. Les conflits sont principalement liés :
- À la question de la mixité des loges.
- À celle de l'indépendance des ateliers des trois premiers grades vis-à-vis de ceux des hauts grades.
- À la question de la nomination à vie des dirigeants.
- Au débat sur la distinction entre rite et obédience.
- Ainsi peut-être qu'à quelques querelles de personnes.

Après la création d'une « voie » égyptienne mixte, intervint en 1997, le projet de modification de la structure de l'obédience. Le conflit conduit à la désintégration de l'obédience le 24 janvier 1998, et à la séparation de l'obédience en deux branches, l'une formant la Grande Loge symbolique de France sous l'impulsion de Georges Claude Vieilledent, l'autre restant fidèle à Gérard Kloppel sous le nom de Grande Loge française masculine de Memphis Misraïm. À la suite de cette scission, après avoir créé la Grande Loge traditionnelle de Memphis-Misraim, Gérard Kloppel démissionne le 5 mai 1998 en transmettant ses pouvoirs à Cheikna Sylla. La dissolution de la Grande Loge française du Rite ancien et primitif de Memphis-Misraïm est ensuite prononcée par le tribunal de Créteil. On assiste ensuite à l'apparition d'une trentaine d'autres scissions au cours des années suivantes,. L'obédience d'origine ayant été dissoute par voie de justice, personne ne peut reprendre le même titre sans assumer la charge du passif relativement lourd. Ceci explique, notamment, qu'il existe aujourd'hui différentes grandes loges françaises qui reprennent le nom de Memphis-Misraïm mais qu'aucune d'entre elles ne soit officiellement déclarée sous ce nom selon la loi de 1901.
En 1999, six loges et quatre triangles se rapprochent du Grand Orient de France, tant par affinités personnelles que philosophiques, et y obtiennet leur intégration, ainsi que le réveil de la patente du rite égyptien détenue par le Grand Orient depuis 1862, offrant ainsi un pôle de stabilité au rite.
Le 2 mars 2000, à Bruxelles, Gérard Kloppel organise un Souverain Sanctuaire international qui décide de destituer Cheikna Sylla. Le 12 juillet 2007, bien que n'ayant plus aucune prérogative selon ses propres constitutions, il participe à la création d'une association dénommée « Confédération Internationale Franc-Maçonnique » et décida de « restaurer » l'Ordre des Rites Unis de Memphis & Misraïm. Cette destitution est considérée comme nulle et non avenue par Cheikna Sylla et son successeur au sein de l'ordre maçonnique international du Rite ancien et primitif de Memphis-Misraim, Willy Raemakers. Ce dernier prit le 26 janvier 2008 un décret de radiation du rite de Gérard Kloppel.

### Pratiques contemporaines

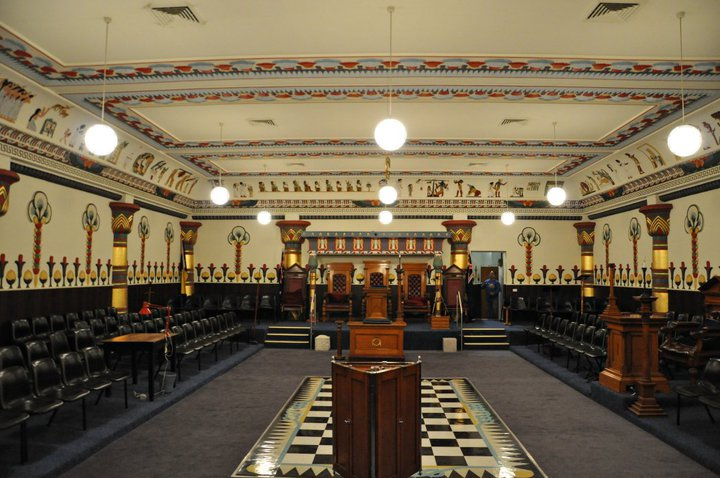
Le temple égyptien du Freemason Hall en Australie, en 2014. Les colonnes sont de part et d'autre palmiformes.

Le Rite de Memphis-Misraïm est pratiqué par de nombreuses obédiences à travers le monde. En 2012, le nombre de loges travaillant en France à ce rite au sein d'une obédience est estimé à 175 dont 40 au Grand Orient de France. Il existe aussi un nombre indéterminé de loges indépendantes pratiquant un rite égyptien, dont une loge d'études et de recherches située à Paris, qui a remis en vigueur le rituel de Marconis de Nègre (1838). Contrairement aux autres rites maçonniques, la filiation d'un rite égyptien repose sur un seul homme ou une seule femme, ce qui permet non seulement à tout(e) franc-maçon(ne) de fonder une nouvelle branche du rite, une fois un certain degré atteint (90e pour le rite de Misraïm, 95e pour le Rite de Memphis-Misraïm), mais facilite aussi les impostures et rend la légitimité de chaque branche pratiquement invérifiable.

## Philosophie et spécificités
Les rites égyptiens se fondent sur la culture égyptienne, qui s'axe principalement autour de la relation de l'homme au sacré. Les égyptiens distinguaient d'ailleurs le « vrai » du « réel ». Tous les acteurs de la tradition égyptienne ont tenté de faire revivre, sous la forme maçonnique, les anciens mystères.

## Fonctionnement

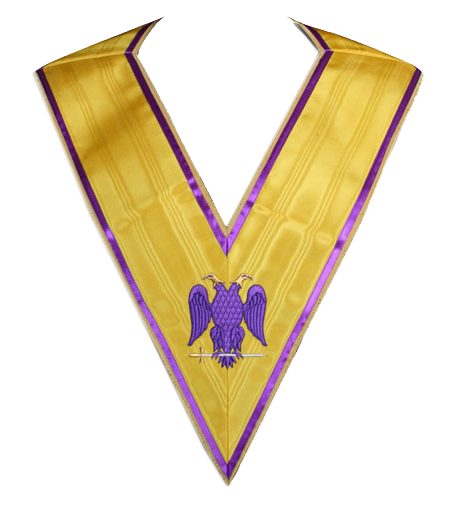
Sautoir du du Rite Memphis-Misraïm.

L'originalité du Rite ancien et primitif de Memphis-Misraïm réside principalement dans ses grades maçonniques spécifiques, bien qu'elle s'affirme également, dans une moindre mesure, dès son premier degré. Ses degrés d'instruction et d'enseignement se situent sur une échelle de 99 grades divisés en plusieurs séries distinctes.
Dans les statuts organiques de Memphis, publiés par Marconis en 1849, l'échelle des grades avait ainsi été découpée en trois séries dont les objets étaient les suivants : 
- Du 1er au 35e grade : la morale, l'explication des symboles, la philanthropie et la partie historique de l'Ordre.
- Du 33e au 68e : les sciences naturelles, la philosophie de l'histoire, le mythe poétique de l'Antiquité, la recherche des causes et des origines, le développement de sens humanitaire et « sympathique ».
- Du 69e au 92e : la haute philosophie, le mythe religieux.

Quatre-vingt ans plus tard, dans les Constitutions et Réglements généraux publiés par Bricaud, est inscrit presque le même programme, les séries sont respectivement dénommées :
- La maçonnerie symbolique, du 1er au 3e degré, travaille sur le symbolisme et énonce les prémices de la recherche philosophique.
- La maçonnerie philosophique, du 4e  au 33e degré, s'attache à l'étude de la philosophie et des mythes. Le but est de mettre sur la voie de la recherche des causes et des effets originels.
- La maçonnerie hermétique et ésotérique, du 34e au 99e degré, privilégie la haute philosophie, étudie les mythes religieux des différents âges de l'Humanité et accède au travail philosophique et ésotérique le plus avancé.

À noter que la plupart d'entre eux ne sont pas pratiqués et sont conférés par simple communication. On remarquera que ce rite a complètement intégré la hiérarchie du rite écossais ancien et accepté qu'il a prolongé par des grades qui lui sont spécifiques (donc à partir du 34e, ce qui fait donc 66 degrés spécifiquement misraïmites).
Il existe toujours des loges qui pratiquent le seul rite de Misraïm en 90 degrés et d'autres le seul rite de Memphis.

## Les grades

### Loges symboliques
Les rites égyptiens étant à leur origine des systèmes de hauts grades maçonniques, il n'y avait pas, jusqu'à une date relativement récente, de spécificité égyptienne dans les rituels des loges symboliques dont ceux-ci ont été publiés pour la première fois en 1966.

### Loges de hauts grades
Du 4e au 33e degré, les rites égyptiens utilisèrent le plus souvent l'échelle des grades du Rite écossais ancien et accepté, avec parfois des variantes et avec cette différence avec le REAA que ces trente grades étaient généralement tous pratiqués dans le cadre d'un même atelier, susceptible de prendre symboliquement différentes dénominations suivant le grade auquel il travaillait. C'était le cas en particulier du système en 33 degrés pratiqué par Yarker et qu'il publie à Londres en 1875. En 1934, au convent de Bruxelles, le rite égyptien de Memphis-Misraïm décide de réactiver l'échelle complète de 90 grades d'instruction et de 9 grades administratifs tels que définis comme ci-dessous. Toutefois, la plupart de ces degrés étaient conférés sans aucune cérémonie rituelle, par simple communication. Seule une petite minorité d'entre eux donnaient lieu à une cérémonie d'initiation et à une pratique réelle. Robert Ambelain lui-même considérait qu'à ses yeux les seuls grades obligatoires étaient les 9e, 18e, 30e, 32e et 33e.

### Échelle en 33 grades
En ce qui concerne les hauts grades des rites égyptiens tels qu'ils sont pratiqués au Grand Orient de France, la situation est différente, puisqu'ils sont pratiqués suivant l'échelle ramenée à 33 degrés définie par l'accord de la fusion de 1862 menée par Marconis de Nègre (en gras, les grades conférés par initiations, les autres étant communiqués sans cérémonie particulière) :

## Obédiences
Les rites maçonniques dits « égyptiens » sont pratiqués dans plusieurs obédiences. La plupart d'entre elles sont françaises et issues de l'éclatement de la Grande Loge française de Memphis-Misraïm), en 1998[réf. nécessaire].